# Caribou Mountains
Caribou Mountains är en bergskedja i Kanada.   Den ligger i provinsen Alberta, i den centrala delen av landet, 3 100 km väster om huvudstaden Ottawa.
Omgivningarna runt Caribou Mountains är i huvudsak ett öppet busklandskap. Trakten runt Caribou Mountains är nära nog obefolkad, med mindre än två invånare per kvadratkilometer.